# English Democrats Party
English Democrats Party är ett engelskt politiskt parti. Partiets huvudmål är att England ska få ett eget parlament liknande det skotska parlamentet.
De English Democrats söker ett utträde ur Europeiska unionen, eftersom de anser att EU är centraliserat och byråkratiskt och hotar att försvaga medlemsstaternas integritet och suveränitet. Om majoriteten av det engelska folket röstar för att lämna i en sådan folkomröstning, måste England lämna, även om det innebär en uppdelning av I Storbritannien.